# الأسلحة النووية: الطريق إلى الصفر (كتاب)

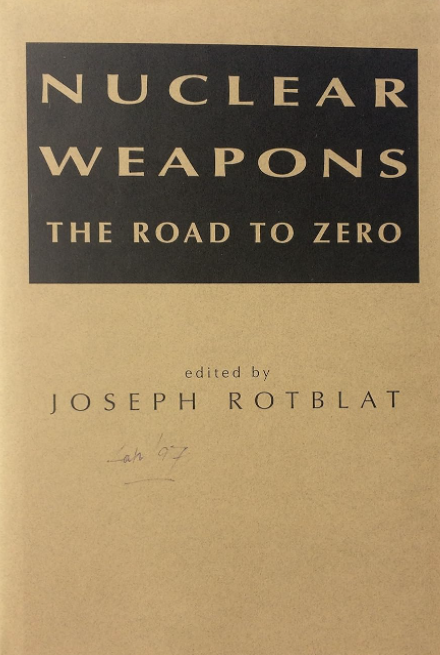
الأسلحة النووية: الطريق إلى الصفر

الأسلحة النووية: الطريق إلى الصفر، هو كتاب صدر عام 1998، حرره جوزيف روتبلت. يعتمد الكتاب على أحداث مؤتمر باجواش للعلوم والشؤون الدولية، وعلى وجه الخصوص على دراسة دولية مفصلة نشرت في عام 1993 حول أهمية الأسلحة النووية وآلياتها العملية. هذه الدراسة عبارة عن سلسلة من المقالات التي تصف العديد من القضايا الفنية والاقتصادية والقانونية والسياسية المعقدة المعنية. على عكس نهج القوى النووية -إن هذه الأسلحة ضرورية للأمن القومي -إذ لم يعد «الحلم الخيالي» لعالم خالٍ من الأسلحة النووية. يقترح روتبلات أن هذا «هدف سليم وعملي، يمكن تحقيقه في المستقبل المنظور.»